# ペナントレース やまだたいちの奇蹟
『ペナントレース やまだたいちの奇蹟』（ペナントレースやまだたいちのきせき）は、『週刊少年ジャンプ』にて1991年25号から1994年3・4合併号まで連載されていた、こせきこうじの野球漫画。単行本は全14巻。

## あらすじ
野球が大好きだがド下手な山田太一（以下 たいち）は、少年時代から憧れたセントラル・リーグのお荷物球団･アストロズに入り、三原脩と優勝を目指す事を夢見る。そんな彼の闘志が、アストロズに奇跡を呼び起こす……。

## 登場人物

### アストロズの主要選手
山田太一（やまだ たいち）背番号96 右投げ右打ち
本作の主人公。学生時代はなにをやらせてもダメな少年であった。少年時代から三原監督に憧れ、アストロズを優勝させるという幼い日の夢を叶えるため入団テストを受けて強引にプロ入りする。契約金はわずか10万円。
野球センスは皆無と思われていたが、驚異的な動体視力と反射神経を武器にアストロズ入団後に頭角を現していく。小学生並みの小さな体と腕の短さを補うために平均より2インチ（約5センチ）は長い特注のバットを使用し、赤ん坊のような柔らかい体をバックスイングでねじり、戻る勢いでボールを打ち返す力を最大限に発揮する「大爆発（ビッグバン）打法」で勝利に貢献している。
常にフルスイングのため、緩急をつけた配球に弱く、打率も.236しか残せなかったが、得点圏打率は高いようで、ここぞというチャンスは確実に掴み、31本塁打、96打点でチーム二冠王となった。また、弟の泰二が登板した試合では必ず打点を挙げている。
メインポジションは遊撃手。守備範囲は広いが、エラーは多い描写をされている。
後にアストロズの投手不足のため三原監督にそそのかされ、投手を兼任する事を決断。当初はオーバースローだったが、遊撃手として出場していた試合での守備中、偶然アンダースローで送球した球が尋常でない伸び方をしたことから、以後アンダースローでの練習を開始。さらに和久井の指導により、地面ギリギリから極限まで身体をねじって投げる「大爆発（ビッグバン）投法」を習得した。直球の球速は130km前後だが、地面スレスレから高く浮き上がってくるため打者の体感速度は150km近くにも達する。決め球は「びりびりボール」。この球を駆使し、オールスターでは3イニングを投げ、捕手を務めていたヤクルトの古田敦也の捕逸による振り逃げを含む「10連続奪三振」という珍プレーかつ偉業を達成。MVPを獲得した。
太一は毎試合野手として試合にフル出場しているため、太一の肉体的な事を考慮すると、投手として投げられるのは週に1度、中継ぎとして3イニングが限度である。しかし、最終戦でのヤクルトとの試合では投手として先発出場し、大林梅造に満塁ホームランを打たれるなど5失点を喫するが、打線の援護もあり見事完投勝利を挙げている。
決め球の「びりびりボール」はパームボールの一種でありながらその変化量はパームボールを遥かに凌駕する。回転が全くかかっていないため球質が恐ろしく重く、ジャストミートした石田のバットをへし折った程であるが、太一の手首に選手生命にも関わるほどの相当な負担をかけてしまう。矢島はその危険性にいち早く気付き、太一にびりびりボールに耐えられるだけの強靭な手首を作るための特訓を課したり、またびりびりボール自体を多投しないように忠告もしている。最終戦でのヤクルトとの試合で、矢島は太一に「びりびりボール」を投げられるのは残り2球だけだと警告するが、結局、太一はその試合で40球近く投げる事になったが、それによって太一の選手生命が断たれるような事にはなっておらず、日本シリーズ終了後には完全に回復していた。この事が三原監督が言うように、太一の体の強靭さと、凄まじいまでの回復力を現していると言える。
年齢は18歳だが肉体的にも精神的にも子供のまま成長しておらず、陰茎に陰毛が生えていない程である。しかし、それ故に野球に関しての知識や技術を凄まじい速さで吸収しており、三原監督に『超未完の大器』とまで言わしめている。 名前の元ネタは脚本家の山田太一。
シーズン成績（.236 31本 96点）
山田泰二（やまだ たいじ）背番号18 右投げ両打ち
たいちの双子の弟。兄とは似ても似つかない外見と実力の持ち主で甲子園を制した実力派投手。本人は読売ジャイアンツを希望するが、ドラフトの抽選でアストロズ入り。太一を「バカ兄貴」とけなしているが、認めるべき所は素直に認めている。
彼も幼い時はアストロズのファンであったが万年最下位のアストロズに失望しており、アストロズを優勝させたら自由契約にするという三原との約束で入団したので、基本的に他人とは馴れ合わず、ルーキーとしては尊大な態度をとり、先輩からは反感を買われるも、圧倒的な実力と期待通りの活躍を見せ、チームメイトを黙らせた。最終的にはプロ意識に目覚めたチームメイトとよき仲間になる。
決め球は打者の手元で急激に曲がり落ちる高速カーブの「彗星（コメット）カーブ」。開幕戦でのヤクルトとの試合で、野村監督に自身の弱点を見破られて潰される寸前にまで追いつめられたが、それがきっかけとなって偶然編み出した。その他の持ち球はシュート、スライダー、フォークなど。コメットカーブとの緩急で惑わせることを目的としたスローカーブを投げることも。シーズン開幕前の練習中にフォークボールも投げたが、実戦で使用された描写はない。
他のメンバーが感染している「太一菌」に対し、泰二自身も巨大な「泰二菌」を発生させガードしているので、太一菌には感染しない。
幼少時には読み書きなど全て太一が先に習得していたこともあり、潜在能力を次々と覚醒させて成長を続ける太一に、内心では焦りを感じているが、同時にそんな太一を「俺にはどうしても敵わない奴」と認め、真剣勝負をしたいとも思っている。 平田が負傷し、太一が先発投手として登板したシーズン最終戦は捕手で出場している。
シーズン終了後、ファン感謝デーで太一と真剣勝負を行い、結果はピッチャーライナーに終わった。そこでアストロズが好きだという事、またそれ故に太一やアストロズと公式の試合で真剣勝負をしたい事をファンに打ち明ける。
結局、三原監督とファンの後押しもあり、他球団にトレードされる形でアストロズを退団する事になる。その後、ヤクルト、阪神、巨人がトレードを申し込んだ事がスポーツ紙上で発表されたが、どのチームに移籍したのかは公表されないまま連載終了となっている。
シーズン成績（20勝6敗、最多勝）
八木沼純（やぎぬま じゅん）背番号1 右投げ左打ち
アストロズの主砲で卓越したバッティングセンスの持ち主。3年前のドラフト1位で入団したものの、やる気の無い選手たちに染まってしまって才能だけで野球をやっている「今世紀最悪の四番打者」と言われる練習嫌いの遊び人だった。
キャンプ初日の一軍対二軍の紅白戦でわずかに残っていたプライドを刺激され、いち早く「太一菌」に"感染"。名実共にアストロズの中心選手に変貌を遂げる。オープン戦では太一と四番・三塁手の座を争い、シーズン開幕後は三番･三塁手でほぼ固定しているチームリーダー。
太一の全く根拠のない自信を目の当たりにすると、感化されたいがプライドが邪魔をするのかジンマシンが出る体質。
左投手を苦手としており、昨シーズンの対左投手の打率は僅か.036という散々な成績だったが、開幕戦でのヤクルト戦で角盈男からフェンス直撃の2点適時二塁打を放った事をきっかけに、見事克服している。しかし同じヤクルトの荒木大輔だけは苦手としており、彼からは一割も打てなかった。
名前の由来は元フィギュアスケート選手の八木沼純子。
シーズン成績（.342 28本 92点、首位打者）
平田昭彦（ひらた あきひこ）背番号82→19 右投げ右打ち
六大学野球で東京大学を三位に引き上げた伝説の司令塔で、司法試験にも通った東京大学法学部卒の秀才だが、三原のプレーに憧れ、司法試験合格を捨ててアストロズに入団。八木沼とは同期。
物語の開始時点では八木沼と同様、やる気の無い選手たちに染まり、入団時の気持ちを忘れて無気力な選手になっていたが、太一の全力プレーを見て入団時の気持ちを取り戻す。太一の才能に気がつき、あれこれとサポートする気のいい男。「びりびりボール」を捕れず太一の体力を消耗させてしまい、捕手としての技量不足に苦しむが、後逸させまいと腕にボールを当て、痣だらけになりながらボールを止めようとしていた事を判っている太一は「平田さんが いー」と頑なに主張した。
非力で長打は期待できないが、相手を研究し配球を読んで打つことを得意としている。最終戦ダブルヘッダーの第一戦で指を骨折し、第二戦の出場は不可能と思われたが、代打で打席に立ち、プロ初の本塁打を打つ。しかし、激痛のあまり気を失ってしまったため、渡辺が代走した。
昨シーズンまでは遊撃手だったが、自らの特性を活かす為に捕手に転向。背番号19は現役時代の野村克也にちなんで、三原が開幕前に変更した（ただし三原は「手違いだった」と主張している）。名前の元ネタは東大卒の俳優平田昭彦。
シーズン成績（.246 1本 37点）
大山慎一郎（おおやま しんいちろう）背番号31 右投げ両打ち
甲子園では準々決勝で泰二にホームランを打たれ、1対0で負けた元エースの三番打者、山田兄弟と同期でドラフト3位で入団した。
本気を出すのはかっこ悪い、アストロズなら夜遊び三昧で練習しなくても天性の才能とストレートの制球力だけで一軍で投げられると甘い考えで入団したが、投手続行か野手転向かを賭けた勝負で、疲れ果てた太一に外野スタンド上段まで飛ばされる球質の軽さを思い知らされ、野手転向した。
太一菌に感染した後は、たった一晩で左打席のスイングをマスターして両打ちで活躍。シーズン開幕後は二番・二塁手。
彼だけはヘルメットも帽子も被っていない。「けけっ」という口癖が特徴で、誰が相手でも軽口を叩き容赦ないツッコミを浴びせる。
高卒一年目の野手転向でレギュラーを獲得し、打率3割を達成する天才肌でありながら、（太一ほどではないが）身体が小さかったことが、球質の軽さやドラフト3位指名だった理由と推測される。
シーズン成績（.321 3本 46点）
トム・ブラウン（Tom-Brown） 背番号4 右投げ右打ち
本名はトマス・ブラウン。レフトの深いところからノーバウンドで返球できるほどの強肩と外角低め打ちを売りとするアメリカ人の助っ人外野手。完璧に日本語を話す事ができる。
少年時代は「黒い稲妻」と呼ばれたニューヨーク・メッツのブルーベリー選手（ダリル・ストロベリーがモチーフ？）に憧れ、ブルーベリーが監督となったメッツに入団。体格に恵まれずひたすら努力を重ねた過去は、八木沼に「アメリカ版山田太一」と評される。
過酷な練習の末に外角低め打ちを会得したが、メジャーリーグでの公式出場記録は代打で起用されたキャッチャーゴロの一打席のみ。マイナー落ちしてそのまま立ち直れず戦力外通告になり、以降は心を閉ざしていたが、日本語を覚えて日本に来てまで野球がやりたい本心を三原に看破された。
シーズン開幕後は五番･左翼手でほぼ固定。守備力から考えれば右翼手か中堅手が適任だが、守備範囲は広いがエラーも多い太一が遊撃手だったせいか、左翼手で起用されていた。
シーズン終了後、尊敬するブルーベリー監督にメッツに戻ってこないかと誘われたが、悩んだ末に結局アストロズと再契約した。
シーズン成績（.303 22本 84点）
二階堂進（にかいどう すすむ）背番号7 右投げ右打ち
高校時代、ど田舎で直球しか投げられない低レベルな投手を相手に、場外ホームランを連発した怪力の巨漢。それに惚れ込んだスカウトが詳しく調べもせずに入団させてしまった。
入団した年のオープン戦で、チンピラにからまれた球場のアルバイトだった女性をかばってチンピラに重傷を負わせ、かけつけた警官も負傷させて逮捕された。3年の刑期を経て出所したばかり。助けられた女性は恩義を感じて刑務所にたびたび面会に訪れ、服役中でも野球のことしか考えていない二階堂を見て必要以上に責任を感じ、出所後は応援に来るようになった。二階堂は彼女を邪険にあしらっているが、嬉しがっているのは誰の目にも明らかである。
アストロズに入団するまで、変化球の存在自体を知らなかった。そのため変化球は苦手で、球種を問わず「ぐにゃぐにゃする球」とひとくくりに認識しているが、武藤は彼との対戦経験から、その純粋さ故の恐ろしさを一目で見抜き、「投手にとって、その方が恐ろしい」と公言している。本来は四番タイプのパワーヒッターであり、四番の座を太一と争っていたが、三原監督は「しょっぱなから相手をびびらせる核弾頭野郎が欲しい」という理由から、前年レギュラーの村上と同じように、試合で一番多く打席が回ってくる一番打者として起用されている。主な守備位置は一塁手だが、巨人戦で三塁手を務めた事もあった。
シーズン成績（.258 21本 52点）
和久井諒介（わくい りょうすけ）背番号21 右投げ
1年前にドラフト1位で入団した投手。甲子園で8勝をあげ将来を期待されていたが、昨シーズンは酷使され肘を故障して一勝もできず二軍落ちして絶望を味わった。シーズン途中から復帰の目処が立たないまま一軍登録されるが、これは太一の専属投手コーチを任せるためと、和久井の復活を促すための物である。
投手にも挑戦したがっている太一に四六時中付きまとわれ、抵抗（＝殴る蹴るの暴行）を繰り返し、ついに根負けした後は『県立海空高校野球部員山下たろーくん』の辰巳亮介のような暴力的かつ協力的な言動で接していた（外見も似ている）。一方で、急激な成長を続ける太一と自分自身を比べて、人知れず悩む泰二を精神面で支える。
後に自らも精神的な壁を乗り越え、抑え投手として復帰。復帰してからは以前の暴力的な一面は影を潜め、太一の場の空気を読まない発言も軽くいなすようになるなど穏やかになる。その後いきなり6連続セーブを挙げるなど、アストロズの優勝に大きく貢献した。
シーズン成績（2勝1敗9セーブ）
武藤哲司（むとう てつじ） 背番号17 左投げ左打ち
アストロズの先発ローテーションの一角を担う投手で、昨シーズンはエースとして8勝を挙げた。しかし、この8勝は全てアストロズの大量得点で挙げたもの。緊迫した場面や自分より強敵が現れると、イエダニの心臓と呼ばれる程の弱気を見せ、左腕が震え、並以下の投手になってしまう。
肝心な所で本来の力を出せない悪癖さえ無ければ、軽く15勝は出来たはずだと泰二に看破されており、直後の2軍との紅白戦においても、太一ら2軍選手たちにギリギリの所まで追いつめられる。しかし、太一の励まし（？）という後押しもあり、上記の弱点を見事に克服。エースの座は泰二へ譲ったものの、それでも自己最多となる14勝をマークするなどの活躍を見せた。
紅白戦では左の本格派左腕で豪腕投手という設定だったが、シーズン開幕後は絶妙なコントロールで勝負する技巧派タイプの投手として描かれていた。それ故に、配球を読まれてしまうと脆い一面がある。 なお、太一らが入団する直前にヤクルトの広沢克己とのトレード話もあったが、あっさりとヤクルトに断られている。
シーズン成績（14勝9敗）
岩田巌（いわた いわお） 背番号12 右投げ右打ち
アストロズ一筋で10年以上プレイしているベテラン外野手で、ライトのレギュラー。泰二から「体からアルコールが抜けている事が無い」と言われるほどの大の酒好きで、未成年の太一や気の弱い浅見にまで「何でも直してくれる魔法の薬」と称して酒を勧めてしまうほどである。（しかし、これがきっかけとなって浅見は自身のコンプレックスを克服する）
非常に思いやりのある人物で、心臓病に苦しむ矢島の事を誰よりも気にかけていた。打率や本塁打の数字が低い割には打点が多く、チームバッティングに長けている描写がある。
シーズン成績（.266 7本 51点）
浅見竜太郎（あさみ りゅうたろう）背番号8 右投げ右打ち
シーズン中のトレードで広島東洋カープからアストロズに移籍してきた外野手。北別府学と同じ、都城農高出身。広島時代の背番号は66。
広島時代から、公式戦で相手チーム投手に同情してわざとベースを踏み忘れてホームランを無効にしたり、打撃投手にも遠慮するほど驚異的なお人よしで実力を発揮できなかった。
アストロズ移籍当初も成績を残せなかったが、練習中に酒を飲んで（飲まされて）ブチキレた人格に変わり、山田泰二の速球を軽々とはじき返すほどの才能を見せた。 その後の広島戦で、アストロズの選手達による荒療治、さらには元チームメートの広島の選手達からの叱咤により、酒に頼らずとも実力を発揮できるようになった。守備面でもトム・ブラウンを凌ぐ強肩を披露し、矢島の抜けた穴を埋める活躍をした。以降はセンターのレギュラーで五番や六番を打ち、太一に「日本一のセンター」と評される。  平田が負傷し、太一が先発投手、泰二が捕手に回ったシーズン最終戦はショートを守っており、内野手の経験もある模様。
シーズン成績（.288 2本 37点）

### アストロズの監督、コーチ
三原脩（みはら おさむ）背番号60 右投げ右打ち
アストロズの監督。42歳。妻と息子と娘がいる。現役時代はやる気の無い選手たちの中、ただ一人無謀とも言える闘志あふれるプレーで「火の玉男」と呼ばれた。スタンドで試合を観戦していた幼い山田兄弟の目の前でホームラン性の打球をもぎ捕って強烈な印象を与えた。試合後、山田兄弟にサインをねだられた際、三人でアストロズの黄金時代を作ろうと言った（ここから、たいちの「アストロズに入って黄金時代を築く」という夢は始まった）。
34歳の時、ホームスチールの際にアキレス腱断裂で入院。引退を覚悟したが、入院中に毎日のようにやってくる山田兄弟との再会で気力を取り戻す。けがからの復帰後は打点王のタイトルを獲得、カムバック賞を受賞した。
4年前に現役を引退したが、山田兄弟のアストロズ入団を機に現役復帰を決意。自らを選手兼監督として登録していた。シーズン中、負傷の八木沼に替わり代打として登場、4年ぶりにヒットを放つという電撃復帰を果たした。さらにシーズン最終戦でも出場し、リーグ優勝を決める代打逆転サヨナラ2点タイムリーヒットを放っている。
本来なら4番タイプの二階堂を1番に固定したり、太一を投手、泰二を捕手として起用するなど、常識にとらわれない自由自在の采配を行う。
シーズン成績（1.000 0本 2点）
矢島英治（やじま えいじ）背番号5 右投げ右打ち
心臓に持病を持ち、入団以来6年間ずっと本気を出さずに一軍レギュラーだった外野手。家族はいない。ポジションはセンター。阪神の投手・相原とは同じ高校出身。甲子園で活躍した後、一時は持病のこともあってプロ入りを断念していたが、彼ほどの野球センスなら本気を出さなくても二十年は現役でいられるチームであるアストロズに指名されたためプロ入りする。
たいちに感化され全力を尽くし（矢島曰く本気を出していなかった自分は「病気だった」と評し、公式戦最後の出場となった試合中、太一に顔色の悪さを指摘された時には「俺は去年までが病気で、それが今年は治ったんだ」と言っている）、別人のような大活躍を見せるがシーズン序盤の阪神戦でプレー中に倒れ、選手生命を絶たれた。現役復帰はできないが、本気を出さず二十年現役生活を続けるよりも大切なものをもらったと太一に感謝している。三原の計らいによってシーズン終了まで一軍選手登録は外されていない。
現役最後の打席直前、たいちと一緒にアストロズの黄金時代を築くという約束を交わし、極度の打撃不振に陥ったたいちを救うために打撃コーチ（選手兼任）という形で復帰する。たいちは不振脱出のヒントをくれた矢島に絶対の尊敬と信頼をおいている。
物静かで、ややニヒルな印象を与える表情の持ち主。時々病院を抜け出して不振のたいちの様子を見たり、再び病状を悪化させて入院するまでたいちの特訓に付きっきりだったり、手術後で絶対安静でも病院を脱走してタクシーでシーズン最終戦に駆けつけたりと、文字通り野球に命を懸けている。
シーズン成績（.636 3本 21点）
大友（おおとも） 背番号76
アストロズの1軍投手コーチ。何かある度にオロオロし、頼り無さそうな印象を受けているが、コーチとしての手腕は高いようで、三原監督からの信頼は厚い。

### アストロズの脇役の選手
武田（たけだ） 背番号41 右投げ右打ち
アストロズの控え野手。当初は他の選手と同様に、まるでやる気の無い2軍選手だった。だが1軍との紅白戦で太一と平田の頑張りに感化され、真剣に野球に取り組むようになる。後に守備力を評価されて1軍に昇格し、主に終盤逃げ切りの際の守備要員として起用されている。
1軍との紅白戦では二塁手を務めていたが、ヤクルトとの最終戦では中堅手を務めている事から、どこでも守れるユーティリティープレイヤーという印象が強い。だが、生粋の守備要員であるため打撃は全く期待できず、ヤクルトとの最終戦ではスタメン出場するものの、伊藤智仁の前に全打席三振に終わっている。
渡辺（わたなべ） 背番号65
アストロズの控え捕手。和久井に殴られるシーンが目立つものの、一番和久井の事を気にかけているのもまた彼である。また、ペナントレースの最終戦で平田がホームランを打ち、気絶した際の代走にも出ている。
池上 (いけがみ)
アストロズの控え外野手。西武とのオープン戦で6番中堅手で先発出場した。
渋谷（しぶや） 背番号23
アストロズの控え外野手。阪神との試合で心臓病が悪化した矢島の代役として登場。
久保寺（くぼでら） 背番号14 右投げ
アストロズの先発ローテーションの一角を担う投手で、カーブのスペシャリスト。右打者の顔面付近から外角低めギリギリに大きく曲がり落ちるカーブを得意とするが、ボールに対する恐怖心を持たず、変化球を全て「ぐにゃぐにゃする球」と一くくりにしてしまう二階堂には全く通用しなかった。
野坂（のさか） 背番号34 右投げ
アストロズの中継ぎ投手。開幕戦のヤクルトとの試合で、野村監督に潰される寸前にまで追いつめられた泰二に代わって2番手として登板するはずだったが、その泰二が土壇場で彗星カーブを編み出して復活したため、結局、お役ご免となる。
村上（むらかみ） 背番号38 右投げ左打ち
アストロズの控え野手（二塁手）。長打力のある打者で、昨シーズンは一番打者として2割台前半の打率ながら22本ものホームランを打っているが、大雑把な性格ゆえに穴も多いという弱点を泰二に看破されてしまう。2軍との紅白戦では高卒ルーキーの泰二を馬鹿にしていたが、結局、泰二を打ち崩す事は出来なかった。 シーズンに入ると二塁のポジションは大山に奪われ、長打力のある一番打者という役割は二階堂が担うことになったため、作中の出番はなくなったが、アストロズでは貴重な左のスラッガーである。
MOMOE（漢字表記不明） 背番号37
アストロズの投手。先発か中継ぎか不明で、投打の利き腕も不明。投手陣集合や練習のシーンでは大概登場し、台詞も結構あるのに、ユニフォームの背中の登録名と背番号しかわからない珍しい選手。
下北沢（しもきたざわ） 背番号無し
最終話でアストロズにテスト入団した選手だが、何と野球の経験は全く無く、ユニフォームの着方すらわからないほど。
アストロズの優勝に感動して、今度は自分がアストロズを日本一にすると意気込み、無理矢理入団テストを受けるものの、最初の50m走で合格ラインの6秒5を突破出来ずに不合格になる。しかしそれでも何度も諦めずに入団テストを受け続ける姿に昔の太一の面影を重ね、泰二の退団によって再びやる気を失ってしまったアストロズの選手たちに対して、あっという間に以前のような訳の分からない勢いを取り戻させる。その後、三原監督の計らいで合格扱いとなる。 名前の下北沢は、作者が住んでいる街の名前である。
松尾（まつお）
アストロズの先発ローテーションの一角を担う投手。作中では名前だけ登場。
三島（みしま） 背番号9
紅白戦での1軍側の5番打者。右打ち。
大久保(おおくぼ) 背番号43
紅白戦での1軍側の捕手。
HIRAI（漢字表記不明）
紅白戦でも2軍側の中堅手。
KAWANO（漢字表記不明） 背番号20
アストロズの入団試験にて試験官を務めていた選手。しつこく試験を受けようとする山田太一を追い返そうとするが三原に丸め込まれる。
紅白戦では2軍側のチームに所属。最終回に中堅手で出場しファインプレーを見せた。
山田太一の初打席の結果の賭けに「河野」と言う選手が参加しているが同一人物かは不明。
以下漢字表記不明選手
SHIMA 背番号29 右打ちの1軍野手
ASHINO 背番号39
IMAI 背番号39
ISHII 背番号58
SUZUKI 背番号51
IWAI
IWASHIDA
MOMONO 背番号37
NAGAI 背番号26
NAGATA
SUGAI
TSURUNO
NISHI 背番号59
HIGASHI 背番号30
ASAI 背番号38
TURUO 背番号21
SATOH 背番号21
ADACHI 背番号54 右打ち 紅白戦で出場
YOSHIDA 背番号32
YOSHI 背番号37

### 他球団の架空選手
相原誠（あいはら まこと）背番号44 右投げ
阪神タイガースの投手。矢島とは高校時代にチームメイトとして甲子園を制覇した。爪を立てて投げるナックルボールの一種である『タイガーナックル』の使い手で、初対戦で三振を喫したトム・ブラウンに「あのトム・キャンディオッティ投手と同じナックルを投げれる奴が日本にもいたのか」と驚愕させた。その投げた本人すら予測出来ない程の凄まじい変化故に、彼の球を受ける捕手は大きなキャッチャーミットを使用している。
タイガーナックルが爪にかなりの負担をかけるという理由から、登板間隔を十分に空けるため登板数は少ない。だが、それでも6年間で57勝9敗(勝率に直すと.864)という驚異的な実績を誇る。
入院中の矢島の容態が悪化した報せを聞いて、球宴で投げる機会をたいちに譲る。
ジョン・ガーフィールド 背番号05 右投げ右打ち
広島東洋カープの外国人選手。ビッグマウスで自尊心の塊のような性格だが、口先だけではなく、かつてはボストン・レッドソックスの4番を打ち、ノーラン・ライアンから180メートルの特大アーチを打ったこともあるバリバリのメジャーリーガー。満員の大歓声をエネルギーとしており、観客が入るほどよく打つ。
ガーフィールドと対戦する前までは、公式戦でホームランを打たれた事のなかった山田泰二から、二打席連続ホームランを放つなど驚異的なパワーを見せ付けた。
石田たけし（いしだ たけし）背番号03 右投げ左打ち
読売ジャイアンツの三塁手。山田兄弟と同期でドラフト7位で巨人に入団。武者修行のため、アメリカのマイアミに位置するマイナーリーグの1Aジュピター・ハマーヘッズ(フロリダ・マーリンズ傘下)にて野球留学中だったが、ペナントレースが大変な事になっているという理由から長嶋監督が急遽呼び戻した。
守備でも打撃でも、彼のグラブやバットには球が吸い寄せられるように収まったり当たったりするという。
投球直後に自分の体をずらすことでボールを（自分から見て）ど真ん中のコースに調整する打撃で、相原のタイガーナックルや佐々木主浩のフォークを初見で簡単にヒットにした。
仲が良くずっと目標にしていた兄を事故で亡くした影響で山田兄弟に憧れ、太一になついている。
シーズン終了後、太一と同じチームでプレイしたいとダダをこねる姿が報じられ、最終話ではアストロズの入団テストに飛び入り参加し、見事に「合格」（三原監督）した。ただし巨人の意思が不明であり、本当に入団できたかは作中でも触れていない。実際にアストロズの練習にも巨人のユニフォームで参加している。
大林梅造（おおばやし うめぞう）背番号99 右投げ右打ち
ヤクルトスワローズの一塁手、外野手。山田兄弟とは小、中学校で同級生だった。竹造は双子の兄。
メジャー級のパワーを武器に、シーズン終盤代打男としてチームの快進撃に大きく貢献。最終戦のダブルヘッダー第2戦では初めてスタメンに抜擢された。
小、中学校で太一を使いっ走りにしていたが、実は彼の夢に対する熱意に尊敬の念を抱いていた。
大林竹造（おおばやし たけぞう）背番号98
ヤクルトスワローズの捕手。山田兄弟とは小、中学校で同級生だった。梅造は双子の弟。
セ・リーグの一軍二軍の全投手の全投球を把握していて、そこから配球を読み梅造らに指示を出していた。また、梅造のトレーニングメニューや毎回の食事メニューを考えているのは彼である。
正捕手・古田の壁が厚く、作中でのプレーの機会はない。
前島（まえじま）
西武ライオンズの控え投手。アストロズとのオープン戦で先発出場したものの、2/3イニング4失点と打ち込まれて降板した。
瓶子（へいし）
西武ライオンズの控え野手。アストロズとのオープン戦に先発出場する予定だったが、一度も打席に立つ事無く辻に交代させられている。名前のモデルは新入社員時代の瓶子吉久。

### その他
壮吉（そうきち）
大の太一のファンで、太一の事を心から尊敬している小学生。だが「面白くないから」という理由で学校には一度も通っておらず、平日でもアストロズの練習場に太一の応援に来ていた。後に三原監督の説得と、太一が投手として投げる試合にベンチに入れるという約束から、ちゃんと学校に行くようになる。
和久井の心の弱さを見抜いたり、投球する際に腰の位置が激しく動くという太一の投球フォームの弱点を見つけるなど、陰で太一とアストロズを大きく支えている。
中江（なかえ）
壮吉の担任の先生。なかなか学校に来ない壮吉の事を心配してアストロズの練習場にまでやってきていた。大学を出たばかりの新米で力の抜き所を知らず、壮吉が学校に来るまで学校を解雇されても自分もここに来るなどと言い放つなど、思い込みの激しい突っ走りタイプ。
選手寮に忍び込み、石田の打球を受けて腫れてしまった泰二の右手を徹夜で治療し、それがきっかけで泰二と親しくなる。恋人同士になったと見受けられる描写もあるが、結局曖昧のまま連載終了となっている。
並木（なみき）
心臓病が悪化して、病院に運び込まれた矢島の担当となった看護婦。矢島の事を誰よりも気にかけている。
矢島の緊急手術が必要になった際、矢島を興奮させて死なせないように、オールスターの中継を流しているラジオを消すように医師に指示されるが、それでも矢島は心の中でラジオを消さない事を強く望んでおり、それを察したのか彼女は最後までラジオを消す事を拒んだ。結果的にそれが要因となって矢島は一命を取り留めている。
お姉さん
3年前、球場でチンピラに絡まれた所を二階堂に助けられた女性。本名は不明。自分のせいで二階堂が刑務所に3年間も閉じ込められた事に深い責任を感じている。後に二階堂と親しくなるが、恋人同士になったかどうかまでは不明。
あんちゃん
石田の兄で、泰二に匹敵する実力を持つ投手。本名は不明。石田は彼を超える事を目標にしており、「日本にもアメリカにもあんちゃんを超える投手はいない」と公言するほどである。だが彼は大会の帰りに交通事故に遭い、死亡。石田は最愛の肉親を失うと同時に、彼の球を二度と打つ事が出来なくなってしまった。
石田に対して、「どんな球もど真ん中にしてしまう打法」を教えたのは彼である。
下山田権造（しもやまだ ごんぞう）
野球解説者。だがオープン戦で太一に2安打を許した渡辺久信に対して「偶然あたっちゃったんでしょ」とコメントしたり、抑え投手不在で苦戦するアストロズを「このままではズルズル落ちていくのは目に見えてますな～あははははは」と酷評するなど、およそ野球解説者とは思えない、何の根拠も理論も無い解説ばかりする。
実際には太一の活躍やアストロズの終盤の追い上げなどから分かるように、彼が予測した事はほぼ正反対の結果に終わっている（負け試合の描写が少ないため、読者にとっては特にそのように見える）。

## 作中に登場する実在人物

### 西武ライオンズ
- 森祇晶
- 清原和博
- 辻発彦
- 秋山幸二
- 石毛宏典
- 平野謙
- 田辺徳雄
- オレステス・デストラーデ
- 伊東勤
- 渡辺久信
- 工藤公康

### ヤクルトスワローズ
- 野村克也
- 古田敦也
- 池山隆寛
- 広沢克己
- 飯田哲也
- 笘篠賢治
- 秦真司
- 城友博
- ジャック・ハウエル
- ジョニー・レイ
- 八重樫幸雄
- 荒井幸雄
- 西村龍次
- 角盈男
- 内藤尚行
- 岡林洋一
- 伊藤智仁
- 山田勉
- 高津臣吾
- 荒木大輔

### 阪神タイガース
- 中村勝広
- 久慈照嘉
- 亀山努
- ジム・パチョレック
- 八木裕
- 新庄剛志
- 岡田彰布
- 平田勝男
- 和田豊
- 真弓明信
- 山田勝彦
- 中込伸
- 田村勤
- 湯舟敏郎

### 広島東洋カープ
- 山本浩二
- 野村謙二郎
- 正田耕三
- 前田智徳
- 江藤智
- 小早川毅彦
- 達川光男
- 北別府学
- 佐々岡真司
- 大野豊

### 中日ドラゴンズ
- 高木守道
- 落合博満
- 立浪和義

### 読売ジャイアンツ
- 藤田元司
- 長嶋茂雄
- 須藤豊
- 元木大介
- 川相昌弘
- 原辰徳
- 松井秀喜
- 長嶋一茂
- 駒田徳広
- 大久保博元
- 緒方耕一
- ロイド・モスビー
- 桑田真澄
- 槙原寛己
- 石毛博史

### 横浜ベイスターズ
- 岡本透
- 野村弘樹
- 佐々木主浩

### 千葉ロッテマリーンズ
- 宇野勝

### 福岡ダイエーホークス
- カズ山本
- 佐々木誠

### 日本ハムファイターズ
- 大沢啓二
- 西崎幸広
- 広瀬哲朗

### オリックス・ブルーウェーブ
- 高橋智

### 近鉄バファローズ
- 大石大二郎
- 野茂英雄
- ラルフ・ブライアント

### OB選手（当時）
- 大矢明彦

## 現実のプロ野球との差異
- 連載期間は2年半に及んでいるため、実際のプロ野球は2シーズン経過していたのだが、ストーリー上は1シーズンのものとして語られている。そのため前半（＝1992年シーズン相当）で優勝争いしていた阪神タイガースが、後半（＝1993年シーズン相当）では全く出てこなくなったりしている。
- 横浜DeNAベイスターズはこの漫画の連載当時は大洋ホエールズという名前で、ジャンプ本誌でも「大洋ホエールズ」と表記されていた。だがその後すぐに「横浜ベイスターズ」にチーム名が変更になり、それに伴いコミックスでは「横浜ベイスターズ」に修正されている。
- 広島東洋カープの達川光男は、作中では捕手のレギュラーを務めていたが、連載中に現役引退・コーチに就任している。作中のカープ戦は、達川の引退後である。
- 石田の登場あたりから読売ジャイアンツのユニフォームが変更になったため、ジャンプ本誌連載時とコミックス収録時ではデザインが違う。
- ジャイアンツの監督は開幕直後が藤田元司、シーズン終盤では長嶋茂雄となっている。これは連載期間中に実際に監督交代がなされたための処置である。また、長嶋一茂も、開幕時はヤクルト所属だが、途中からジャイアンツ所属となっている。これも本人が実際に移籍したためになされた処置。
- 本誌連載当時、中日ドラゴンズは優勝争いをしていたのだが、アストロズはセ・リーグ所属となっていたにもかかわらず、作品では中日と横浜の試合は簡単に取り上げられただけで、試合自体が話になることは無かった。